# Гуштеров осмех
Гуштеров осмех (порт. O sorriso do lagarto) бразилска је теленовела, продукцијске куће Реде Глобо, снимана 1991.
У Србији је премијерно приказивана 1994. на Трећем каналу Радио-телевизије Србије. Од 1996. репризирана је на ТВ Политика, ТВ Палма и другим локалним телевизијама.

## Синопсис
У Санта Крузу сви су повезани са криминалом. Док детектив Пасања истражује мистериозна дешавања на овом острву, развија се љубавна прича између Жоаоа Педросе и Ане Кларе, намучене младе жене удате за опасног, корумпираног секретара болнице Анжела Маркоса, који се бави и политиком. Са друге стране, Жоао је дипломирани биолог, који живи од риболова. Млада Бранка, кћерка рибара Сирина, чини све да раздвоји Ана Клару и Жоаоа, пријатеља свог оца у којег је дуго заљубљена. Срећни због чињенице да ће ускоро постати родитељи, љубавни пар ни не слути каква их трагедија очекује. Жоаоу се губи сваки траг, и он мистериозно нестаје. Очајна Ана, помирена са судбином, враћа се у кућу свог супруга. Недуго затим она почиње писање књиге, о свом приватном животу и о својој „несталој љубави“. На острву, далеко од очију јавности, доктор Лусио Немесио користи државну болницу да би спровео експерименте на генетском коду гуштера и људи, са циљем да створи нову врсту.

## Улоге
| Глумац:                | Улога:             |
| ---------------------- | ------------------ |
| Мајте Проинса          | Ана Клара          |
| Тони Рамос             | Жоао Рамос Педросо |
| Рауло Кортез           | Анжело Маркос      |
| Карлос Аугусто Стразер | детектив Песања    |
| Жозе Левгој            | Лусио Немесио      |
| Лусија Верисимо        | Бебел              |
| Алешандре Фрота        | Тавињо             |
| Клаудио Мамберти       | Сирино             |
| Ана Паула Бозаз        | Бранка             |
| Марсело Пикиши         | Нандо              |
| Ана Беатриз Ногеира    | Еванжелина         |
| Софија Папо            | Марија дас Мерсес  |
| Фабио Сабаг            | Бара               |
| Шикињо Брандао         | Шико               |